# General Peternelli
Roberto Sebastião Peternelli Junior GOMM (Ribeirão Preto, 6 de agosto de 1954), é um general de divisão do Exército e político brasileiro filiado ao União Brasil (UNIÃO). Nas eleições de 2018, foi eleito deputado federal por São Paulo.

## Biografia
Em dezembro de 2004, como coronel, foi designado a compor a Missão das Nações Unidas para a estabilização no Haiti (MINUSTAH) até junho de 2005.
Em 31 de julho de 2006, foi promovido ao posto de general de brigada. No mesmo dia, foi nomeado comandante da 8.ª Brigada de Infantaria Motorizada, em Pelotas.
Entre 3 de setembro de 2008 e 9 de abril de 2011, comandou o Comando de Aviação do Exército, em Taubaté.
No período de 13 de abril de 2011 a 12 de março de 2012, comandou a 2ª Região Militar, em São Paulo.
Originalmente admitido em 2004 à Ordem do Mérito Militar no grau de Cavaleiro, foi promovido a Comendador em 2006 e a Grande-Oficial em 2011.
Em 2018 se candidatou-se a deputado federal pelo estado de São Paulo e foi eleito com 74 190 votos. Assumiu o cargo em 1° de fevereiro de 2019. Candidatou-se à presidência da Câmara para o biênio 2019–2020 e recebeu apenas 2 votos, não sendo eleito.

## Desempenho Eleitoral
| Ano  | Eleição                         | Partido | Candidato a      | Votos  | %     | Resultado | Ref    |
| ---- | ------------------------------- | ------- | ---------------- | ------ | ----- | --------- | ------ |
| 2018 | Eleições estaduais em São Paulo | PSL     | Deputado Federal | 74.190 | 0,35% | Eleito    | [ 14 ] |
| 2022 | Eleições estaduais em São Paulo | UNIÃO   | Deputado Federal | 17.589 | 0,07% | Suplente  | [ 15 ] |